# حسام الدين الجراحي
الأمير حسام الدين بن شرف الدين عيسى الجراحي ويُلقب الشيخ جرّاح، هو أحد أمراء الملك صلاح الدين الأيوبي، وكانت وفاته في صفر عام 598 هجريًا الموافق 1202 ميلاديًا، وهو مدفونٌ في زاويةٍ تُعرف باسم «الزاوية الجرّاحية» موجودةٌ في حيٍ يُسمى أيضًا بحي الشيخ جراح. تذكره مصادر أخرى تحت اسم  حسام الدين الحسين بن عيسى الجراحي، تذكر بعض المصادر أنَّ حسام الدين أيضًا كان طبيبًا لصلاح الدين الأيوبي.
يذكر كتاب «القدس: دراسة تحليلية لابعاد قضية القدس التاريخية والديموغرافية والقانونية والسياسية» الصادر عام 2002، أنَّ باب الناظر، وهو أحد أبواب المسجد الأقصى، كان قد جُدد في عهد الملك الأيوبي المعظم عيسى بن العادل وبإشراف الأمير حسام الدين الجراحي.
تذكر المصادر أنَّ حسام الدين الجراحي قد بقي في القدس، وعندما تُوفي دُفن في الجهة الجنوبية من طريق نابلس، وكانت قد بُنيت زاوية فوق قبره، وفي عام 1895 بُني مسجدٌ فوق الزاوية، يُعرف باسم مسجد الشيخ جراح.

## حي الشيخ جراح
الشيخ جراح هو حيٌ مقدسي فلسطيني، أخذ اسمه من الأمير حسام الدين الجراحي. تُوجد فيه الزاوية الجرّاحية وتعرف أيضًا باسم «زاوية الشيخ جرّاح»، وهي موجودة في القدس القديمة من جهة الشمال، وتقع على جانب طريق نابلس، ولها وقف ووظائف مرتبة.
ورد في «مجلة التراث العربي» وصفٌ للزاوية الجراحية: «و الزائر لهذه الزاوية اليوم يجد على جدارها الغربي من الخارج كتابة تأتي على ذكر الحسين بن عيسى الجراحي. تتألف هذه الزاوية من فسحة سماوية يحيط بها عدد من الغرف المختلفة في الحجم والمساحة والتسقيف أكبر غرفها غرف الضريح».
ذكر عبد الغني النابلسي في كتابه «الحضرة الأنسية في الرحلة القدسية»: «فوصلنا إلى مزار الشيخ جراح وهذا في (المدرسة الجراحية) قال الحنبلي: وهي بظاهر القدس من جهة الشمال ولها وقف ووظائف مرتبة. نسبتها لواقفها الأمير حسام الدين بن شرف الدين عيسى الجراحي أحد أمراء الملك صلاح الدین یوسف بن أيوب، توفي في صفر سنة 598 ودفن بزاويته بالمدرسة المذكورة». كما ذكر أنَّ الزاوية الجراحية في القدس تضم مع الضريح مسجدًا كتب عليه بالخط النسخي «هذا قبر الأمير حسام الدين الحسين بن عيسى الجرَّاحي رحمه الله ورحم من ترحم عليه، توفيّ إلى رحمة الله تعالى في صفر سنة 598».

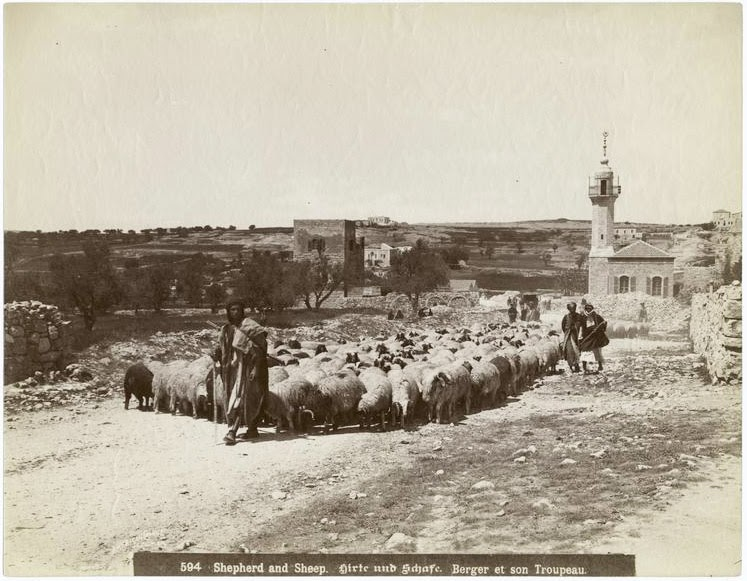
صورةٌ من عام 1900، يظهر فيها مسجد الشيخ جراح في الخلف.
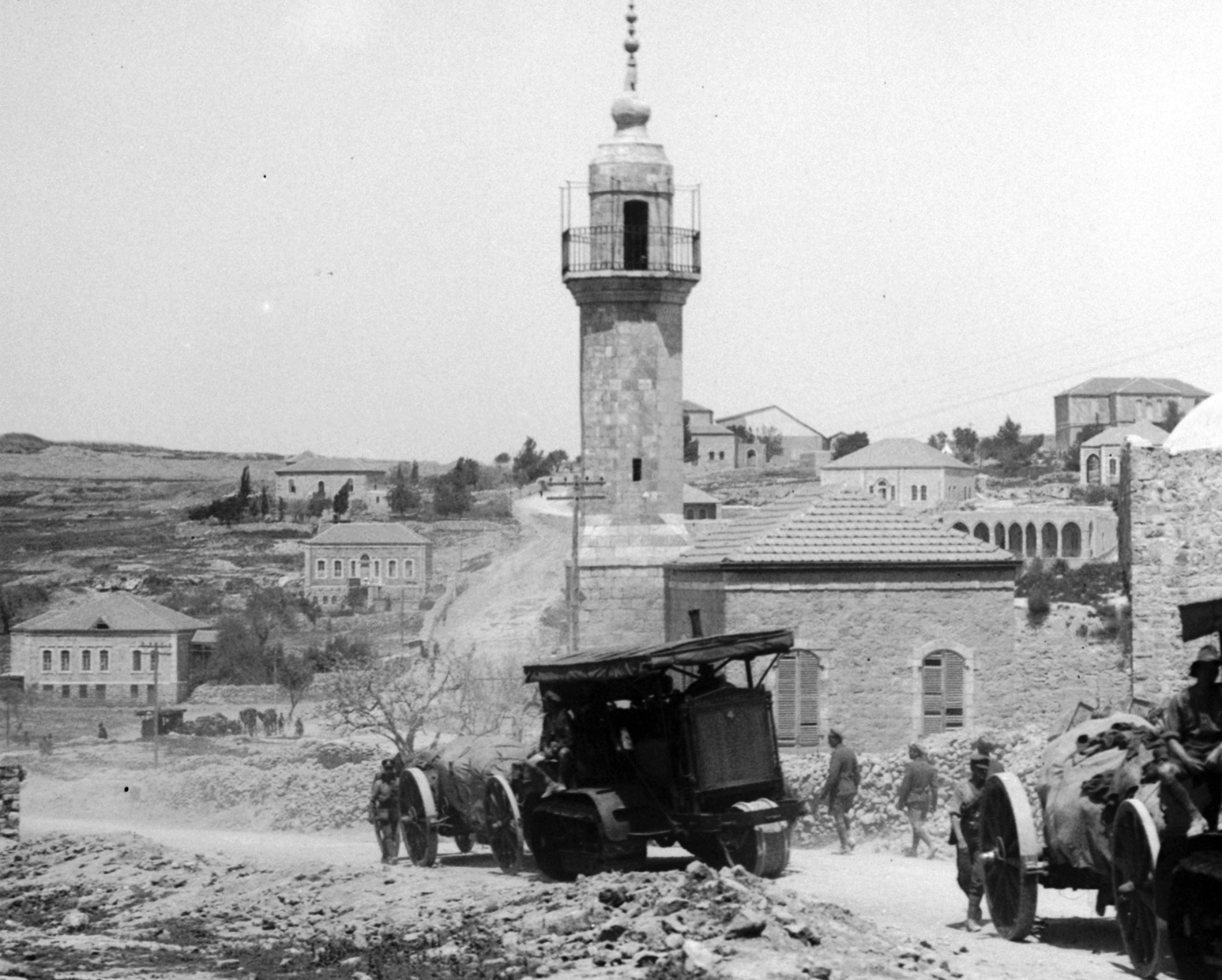
صورة للمدفعية البريطانية أثناء مرورها عبر القدس عام 1936. يظهر مسجد الشيخ جراح في الخلف.